# 2014년 동계 올림픽과 패럴림픽 마스코트

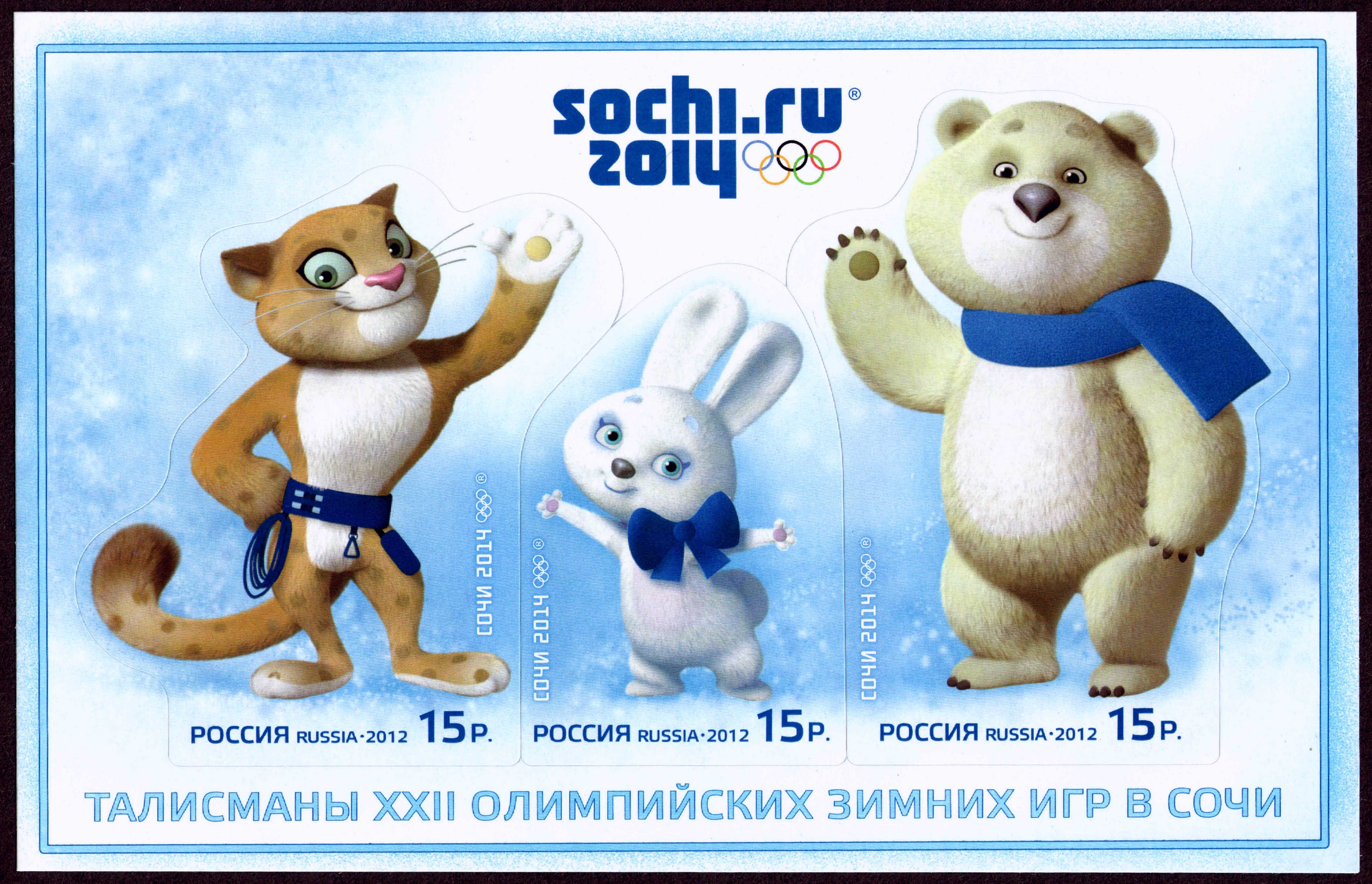
2014년 동계 올림픽의 세 마스코트[눈표범, 토끼, 북극곰]가 러시아의 우표에 그려져 있다.

2014년 동계 올림픽 마스코트와 패럴림픽 마스코트는 2011년 11월 27일에 발표되었다.

## 마스코트 소개
마스코트는 국민투표로 뽑혔으며 다른 것들과는 달리 이름이 없었다.
- 북극곰(폴라베어, 벨리 마쉬카) - 북극권 너머에 살며 종종 저녁에 봅슬레이 시합을 즐긴다고 한다. 북극곰의 목도리의 색상이 블라디미르 푸틴이 소속된 정당인 통합 러시아의 엠블렘과 비슷하다며 정치적 홍보가 목적이라는 주장이 있었다.
- 눈표범(레오파드) - 등산가이자 산악 구조대 요원으로서 스노보드를 잘 탄다고 한다. 한국계 러시아인 디자이너인 바딤 박이 디자인하였다.
- 토끼(해어, 자이카) - 왕성한 활동량을 가지고 있으며 친구들을 좋아한다고 한다. 스포츠 뿐만 아니라 춤추기, 노래 부르기를 즐긴다고 한다.

### 2014년 동계 패럴림픽마스코트
어울릴 것 같지 않은 두 요정이 함께 만남으로써 진정한 화합과 조화를 상징한다. 스포츠를 통해서 익숙지 않은 지구 환경을 극복해 나갈 것이라고 한다.
- 빛줄기(루칙) - 뜨거운 행성에서 왔다.
- 눈송이(스네잔카) - 차가운 얼음행성에서 왔다.

## 국민투표
올림픽 마스코트는 보통 조직위원회에서 결정하는데 소치 동계 올림픽 마스코트는 3년 전 국민투표라는 치열한 경쟁을 거쳐 선정되었다. 총 열 한개의 마스코트 후보를 두고 100만명이 생방송 국민투표를 실시했다. 한국계 러시아인 바딤 박 디자이너의 작품인 눈표범이 1위, 북극곰이 2위 그리고 토끼가 3위를 차지했다.
메인 마스코트로 러시아형 산타클로스인 데드 모로스가 지지를 받았으나, 어감에 문제가 있고 캐릭터 상품 전개가 어렵다는 이유로 눈표범이 메인 마스코트로 선출되었다. 또 뒤를 이은 태양소년과 눈꽃소녀는 2014년 동계 패럴림픽의 마스코트로 결정됐다. 하지만 당시 사전 인터넷 조사 결과와 국민투표 결과가 다르다며 큰 논란이 일기도 했다.

## 같이 보기
- 2014년 동계 올림픽